# Galinha-d'água-carijó
A galinha-d'água-carijó (Porphyriops melanops), também conhecida como frango-d'água-carijó, é uma espécie de ave da família Rallidae.
Pode ser encontrada nos seguintes países: Argentina, Bolívia, Brasil, Chile, Colômbia, Paraguai, Peru e Uruguai.
Os seus habitats naturais são: pântanos e lagos de água doce.

## Subespécies
São reconhecidas três subespécies:
- Porphyriops melanops bogotensis (Chapman, 1914) – ocorre a leste da cordilheira dos Andes na Colômbia. Esta subespécie apresenta a região axilar branca.
- Porphyriops melanops melanops (Vieillot, 1819) – ocorre no Peru, Bolívia, Paraguai, Brasil, Uruguai e nordeste da Argentina. Esta subespécie apresenta a região axilar barrada.
- Porphyriops melanops crassirostris (J. E. Gray, 1829) – ocorre no Chile e no sudoeste da Argentina. Esta subespécie apresenta a região axilar barrada. Ela é a menor das três subespécies mas é a que apresenta o maior bico dentre elas.